# عائلة سياسية

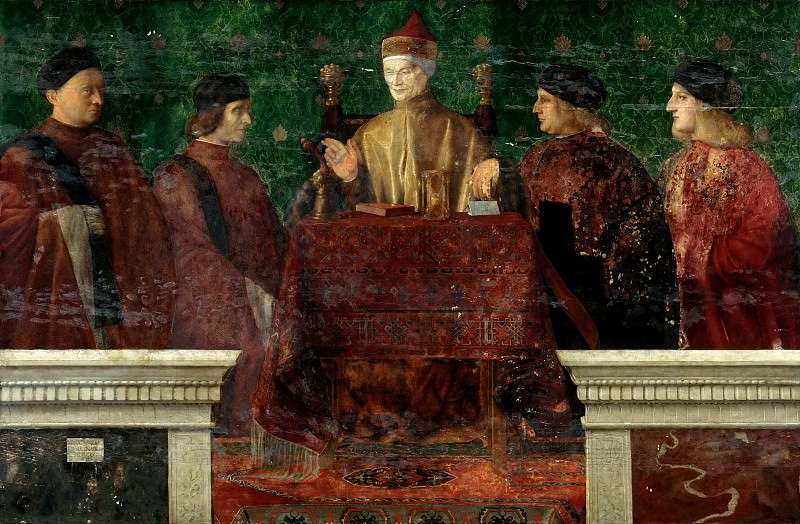
صورة لعائلة لوريدان (1507)، بريشة جوفاني بيليني. كان ليوناردو لوريدان، دوق البندقية الخامس والسبعين، عضوًا في عائلة لوريدان، إحدى أبرز السلالات السياسية في البندقية. كما شغل أبناؤه الأربعة، المصورون في اللوحة، مناصب سياسية رفيعة في جمهورية البندقية.

العائلة السياسية هي عائلة يشتغل العديد من أفرادها في السياسة، لا سيما السياسة الانتخابية. وقد يكون الدم أو الزواج هو الذي يربط بين أفراد هذه العائلات؛ ويشمل ذلك عادةً أجيالًا عديدة أو أشقاء كثر.
والعائلة المالكة أو السلالة الحاكمة في النظام الملكي لا تُعتبَر عادةً "عائلة سياسية"، وإن كانت سلالتها تتولى أدوارًا سياسية فيما بعد في النظام الجمهوري (مثل عائلة أرسلان في لبنان). وديكتاتورية العائلية هي أحد أنواع الديكتاتورية المشابهة إلى حد كبير للملكية المطلقة، لكنها تحدث في دولة جمهورية اسميًا.